# Sophie Jolis
Pour les articles homonymes, voir Jolis.
 (novembre 2020).
 (novembre 2020).
- Si vous ne connaissez pas le sujet, laissez ce bandeau (vous pouvez alors contacter les auteurs).
- Si vous supprimez le contenu mis en cause (vous pouvez préalablement contacter les auteurs),

argumentez précisément cette suppression dans la page de discussion
(un manque de référence n'est pas un argument ; une recherche réelle de référence doit avoir été effectuée, être formellement documentée).
 (novembre 2020).
Sophie Jolis est une chanteuse auteure-compositeur, comédienne et metteur en scène française.

## Biographie
Sophie Jolis commence la musique avec la flûte traversière et le piano et obtient une médaille d'or de Flûte traversière et de Formation musicale au CRD[Quoi ?] de Saint-Germain-en-Laye[réf. nécessaire].
À l'adolescence, elle se passionne pour le chant au point qu'elle va s'y consacrer à plein temps après le bac, tout en complétant sa formation de conservatoire avec une maîtrise et un DEA de musicologie obtenu à l'Université Paris-Sorbonne[réf. nécessaire].
En parallèle, elle obtient une médaille d'or de chant lyrique au CNR de Versailles, un 1er prix d'excellence à l'unanimité au concours départemental des Hauts-de-Seine[réf. nécessaire]. Elle se forme également en théâtre en prenant des cours pendant plusieurs années[réf. nécessaire].
Elle acquiert une première expérience musicale et professionnelle de haut niveau avec Philippe Herreweghe au sein de La Chapelle royale et du Collegium vocal de Gand. Son intérêt pour le répertoire baroque dans une perspective plus soliste la conduit au Conservatoire national supérieur de musique et de danse de Paris dans la classe de William Christie où elle remporte son prix d’interprétation de musique vocale baroque[réf. nécessaire].
S'ensuit une dizaine d'années de tournée dans les grandes scènes d'opéra au sein d'ensembles baroques, dans des répertoires d'opéras (comme Platée de Rameau avec Les Musiciens du Louvre au Palais Garnier, ou encore l'Orfeo de Monteverdi à l'Opéra d'Anvers avec La Chapelle royale, Médée de Charpentier au Théâtre des Champs-Élysées avec les Arts Florissants, ou Alceste de Lully à l'Opéra royal du château de Versailles), de motets, (Les Grands Motets de Bruckner au Palais des Arts de Bruxelles) d'oratorios mais également d'opérettes (La Belle Hélène d'Offenbach au théâtre du Châtelet, mis en scène Laurent Pelly).
Dans les années 2000, elle s'éloigne petit à petit du chant lyrique et baroque et se consacre à l'écriture de spectacles musicaux et de projets pédagogiques.
Elle fonde la Compagnie Croc-en-Jambe, joue dans des créations pour le jeune public qu’elle écrit et compose, en déléguant la mise en scène. Fort de son expérience acquise auprès de grands metteurs en scène lors des productions lyriques, et de son atelier-troupe, elle se lance dans la mise en scène avec des projets plus ambitieux. C'est également dans les années 2000 qu'elle se forme en chant musique actuelle auprès de Laurent Mercou au conservatoire du XVIe arrondissement et du Studio des Variétés.
Pédagogue, elle obtient son DE de chant en 2002 et enseigne le chant en conservatoire entre 1997 et 2010.
Entre 1994 et 2010, elle a été formatrice en technique vocale dans le cadre du plan chant à l’école au Centre Polyphonique de Paris.
Elle est directrice du conservatoire du Pecq depuis 2010.
Depuis 2012, en tant qu’artiste, elle se consacre quasi exclusivement au théâtre musical, en tant qu'auteur-compositeur, interprète et metteur en scène
.
Elle fonde « Les Dézingués du vocal » en 2012.

## Concerts

### Artiste lyrique au sein des ensembles baroques (soliste ou choriste)
- 1989-1991 : La Chapelle Royale, direction Philippe Herreweghe (Orféo de Monteverdi ; Requiem de Gilles ; Dixit Dominus de Haendel ; Misere, Dies Irae de Delalande; Réquiem de Fauré ; Moetes et messe de Bruckner ; Création de Lenot…)
- 1989-1992 : La Grande Écurie du Roy, direction Jean-Claude Malgoire (Alceste Lully ; Didon et Enée Purcell ; Quatuor de Mozart, Haydn…)
- 1989-1995 : Sagittarius, direction Michel Laplénie (Histoire de la nativité, motets, Magnificat ; intégrale des Psaumes de David Shütz ; Israël Brünslein Sheïn ; Moulinoé, Rameau, Monteverdi, Durante…)
- 1990-1994 : Akadémia, direction Françoise Lasserre (Motetes et messe Palestrina…)
- 1991 : Les Jeunes solistes, direction Rachid Safir (Roméo et Juliette Berlioz ; Jeux musicaux Riebel ; Keno-ko-An Robotier…)
- 1991-1997 : Les Arts Florissants, direction William Christie (Jephté Montéclair ; Campra, Idoménée ; Médée Charpentier ; Motets Mondonville…)
- 1992 : Le Concert spirituel, direction H. Niquet (Motetes Charpentier…)
- 1992-2001 : Les Musiciens du Louvre, direction Marc Minkowski (Juditha triomphans Vivaldi ; Armide Gluck ; L’Europe Galante Campra ; Hippolyte et Aricie, Platée , Anacréon Rameau ; Didon et Enée Purcell ; Didon et Enée Piccini ; La belle Hélène Offencbach[3]…)

### Principaux concerts soliste
- 1989 : Magnificat, Monteverdi
- 1989 : Mme Roland, B. Rossignol ; Création contemporaine, bicentenaire de la révolution
- 1990 : Nocturnes de Mozart et quatuor de Haydn (La Grande Écurie du Roy)
- 1991-1996 : Stabat Mater de Pergolese
- 1992 : Jeux musicaux, Guy Riebel, Les Jeunes Solistes
- 1992 : Magnificat de Schütz, Ensemble Sagittarius
- 1994 : Doublure de la bergère, Médée, Les Arts Florissants
- 1995 : Duo Brahms et Mendelssohn pour soprane et alto
- 1996 : Messe de Delibes

### Spectacles musicaux sur scène en tant qu'interprète, chanteuse et comédienne
- 1996 : Un voyage pour la terre, conte musical pour enfant, mise en scène Jean-Michel Vanson
- 1997-1999 : À table, conte musical pour enfants sur la nutrition, mise en scène Jean-Michel Vanson
- 2000-2001 : L'enfant des 7 mondes, conte musical pour enfant sur les nouvelles technologies, mise en scène Jean-Michel Vanson
- 2005-2009 : Le dernier vol, trio vocal,  spectacle de chansons réalistes revisitées à 3 voix
- 2010 puis en tournée : Sac à Roses, spectacle musical sur le rose et la rose pour 3 chanteuses et un pianiste, œil extérieur Xavier Vilsek
- 2010 puis en tournée : Musicabrac, concert pour le jeune public autour de l’histoire de la musique
- 2013-2015 : Kactus, groupe de chansons françaises originales
- 2015-2018 : Grosse colère, spectacle jeune public autour des émotions mise en scène Hélène Darche
- 2012 : Les Dézingués du Vocal[4], quatuor vocal humoristique
- depuis 2017 : Les Michel's[5]. Mise en scène Hélène Darche
- depuis 2020 : Le dindon de la farce, libre adaptation musicale du Dindon de Feydeau, rôle de Lucienne et Madame Pinchard, auteur, compositeur, metteur en scène, interprète.

### Metteur en scène et auteur-compositeur de spectacles musicaux
- 2001 : Gardien de vie, opéra-rock, co-écrit avec François Darpas
- 2003 : Carnet de Bal, spectacle de théâtre chanté, co-écrit avec François Darpas
- 2004 : L'Homme aux Mille Tours, adaptation musicale de l’Odyssée d’Homère, adaptation Sophie Jolis, chansons co-écrites avec François Darpas
- 2005-2006 : Germinal, adaptation musicale du roman Germinal de Zola par Sophie Jolis, chansons co-écrites avec François Darpas
- 2008 : Poucet.com, conte musical, adaptation du conte de C. Perrault
- 2008-2009 : Violette, vaudeville musical
- 2010-2011 : Le roi Pouf, opérette burlesque
- 2012-2013 : Coco of Paimpol, The Musical
- 2014-2015 : Mortelle song, comédie musicale policière, co-écrit avec Damien Joëts
- 2016-2017 : Une drôle de Psyché, divine comédie
- 2018-2019 : Au temps des chevaliers, spectacle musical
- 2019-  : Le Dindon de la farce, adaptation musicale du Dindon de Feydeau

## Chansons et albums pour enfants
- 1999 : A table
- 1999 : Éclipse
- 2001 : Gardien de vie
- 2004 : Égalité
- 2004 : Kaléidoscope
- 2005 : Enfant Citoyen, édité chez Nathan[6]
- 2005 : Le secret des Marmousets
- 2006 : Chantons la ville
- 2008 : Au pays des contes
- 2009 : Santé chantée
- 2013 : Un homme sur la terre
- 2015 : La Grande Guerre en chansons

## Discographie
Artiste lyrique
- Messe en mi mineur et Motets de Bruckner (Chapelle Royale, 1990)
- Requiem de Gilles (Chapelle Royale, 1990)
- Dies Irae, Miserere de Delalande (Chapelle Royale, 1991)
- Alceste de Lully (La Grande Écurie du Roy, 1991)
- Idoménée de Campra (Les Arts Florissants, 1992)
- Jephté de Monteclair (Les Arts Florissants, 1992)
- Nativité, Magnificat, Motets de Schütz (Sagittarius, 1992)
- Missa pro Defunctis et Motets de Moulinié (Sagittarius, 1992)
- Motets de Boni (Ensemble Jacques Moderne, 1992)
- Requiem de d'Helfer, Messe des morts de Colin (Sagittarius, 1993)
- Motets de Palestina (Akadémia, 1994)
- Keno-ko-An de J. Robotier (Les Jeunes Solistes, 1994)
- Médée de Charpentier (Les Arts Florissants, 1994)
- Motets et Messe des morts de Charpentier (Le Concert Spirituel, 1994)
- Hippolyte et Aricie de Rameau (Les Musiciens du Louvre, 1994)
- Anacréon de Rameau (Les Musiciens du Louvre, 1995)
- Armide de Gluck (Les Musiciens du Louvre, 1996)
- Intégrale des Psaumes de David de Schutz (Sagittarius, 1996)
- Motets de Mondonville (Les Arts Florissants, 1996)
- Les fêtes d'Hébé de Rameau (Les Arts Florissants, 1996)
- Dixit Dominus de Haendel (Les Musiciens du Louvre, 1998)
- Platée de Rameau (Les Musiciens du Louvre, 1999)
- Hercules de Haendel (Les Musiciens du Louvre, 2000)
- La Belle Hélène de Offenbach (Les Musiciens du Louvre, 2000)

Albums solo
- Les non-dits, 2015
- Gueule de bois, 2017, arrangements musicaux Simon Gardaix
- Ne garder que l’été, 2019, arrangements musicaux Simon Gardaix
- Le train bleu, 2020, compositions et arrangements musicaux Simon Gardaix